# Catalina Cirer
Catalina Cirer Adrover (Palma de Mallorca, 22 de diciembre de 1963) es una política española militante del Partido Popular de las Islas Baleares. Fue alcaldesa de Palma de Mallorca de junio de 2003 a junio de 2007, siendo la primera mujer en ocupar el cargo. De 2011 a 2015 fue Consejera Insular de Bienestar Social de Mallorca durante la presidencia de Maria Salom. Anteriormente fue delegada del Gobierno en las Islas Baleares (1996-2003).

## Biografía
Se licenció (1988) en ciencias empresariales en la UNED y comenzó a militar políticamente en las juventudes de UCD. Finalmente en 1989 se une al Partido Popular.
Fue nombrada consejera de gobernación por el presidente Gabriel Cañellas en junio de 1993. En este grupo de gobierno también estaban Rosa Estaràs, Joan Flaquer, María Salom y Jaume Matas.
En mayo de 1996, tras la victoria de José María Aznar, fue nombrada delegada del Gobierno en las Islas Baleares, cargo que abandonó para presentarse en las elecciones municipales de 2003.
Revalidó la mayoría absoluta del Partido Popular con el 47 % de los sufragios (más de 70 000 votos) en las elecciones de mayo de 2003, accediendo a la alcaldía en sustitución del  también popular Joan Fageda y convirtiéndose en la primera alcaldesa de la historia de Palma de Mallorca un expectativa que le sorprendió porque para ella en ese momento, señala años después «desde los inicios de mi vida política la condición de mujer nunca ha sido relevante para mí. Yo me he considerado un miembro de un partido político, en este caso el Partido Popular, y me he visto como una persona más, con unas virtudes, unos defectos y unas cualidades.»
Cirer puso en marcha en la legislatura 2003-2007 iniciativas como la creación del parque Sa Riera, el soterramiento de las vías del tren a su paso por Palma de Mallorca y el parque de las Estaciones, así como, en colaboración con el Gobierno de las Islas Baleares, la primera línea de metro de Palma de Mallorca que une en 12 minutos la Plaza de España con la Universidad de las Islas Baleares.
En 2004 asumió la presidencia del Partido Popular de Palma en sustitución de José María Rodríguez.
En las elecciones municipales del 27 de mayo de 2007 repitió como número uno en la lista electoral del Partido Popular de la alcaldía de Palma de Mallorca, optando así a su reelección como alcaldesa. Los resultados electorales no repiten la mayoría absoluta anterior, si bien es la candidata más votada, por lo que la alcaldía de Palma de Mallorca se decide en los pactos poselectorales.
El 16 de junio de 2007 es elegida como alcaldesa Aina Calvo (PSOE), por lo que Catalina Cirer deja el cargo y pasa a la oposiciones.
En noviembre de 2010 decide integrarse en las listas electorales del Partido Popular al Consejo Insular de Mallorca. Ocupando el puesto número 3 de la lista encabezada por Maria Salom. Después de las Elecciones al Consejo Insular de Mallorca de 2011 es elegida diputada insular en el Consejo, dejando así, la oposición del Ayuntamiento de Palma de Mallorca asumiendo asumiendo la Consejería Insular de Bienestar Social de Mallorca. Cirer toma posesión del cargo el 14 de junio de 2011 hasta julio de 2015 cuando la presidencia del Consejo Insular de Mallorca es asumida por Miquel Ensenyat de Més per Mallorca.
En marzo de 2015 declaró ante el juez en el marco de la financiación del PP balear señalando estar segura de que no se ha financiado de forma irregular. Los hechos que están siendo investigados en el marco de la pieza 28 del caso Palma Arena.